# Basauri
Basauri – gmina w Hiszpanii, w prowincji Biskaja, w Kraju Basków, o powierzchni 7,01 km². W 2011 roku gmina liczyła 41 971 mieszkańców.
W miejscowości jest przystanek kolejowy Basauri.